# 港区立芝小学校
港区立芝小学校（みなとくりつ しばしょうがっこう）は、東京都港区芝二丁目に所在する公立小学校。

## 概要
港区立芝小学校は、設立が1879年（明治12年）と、140年以上の歴史がある港区内で最も歴史がある公立小学校の一校であり、港区立小学校で唯一制服がある。(男子はブレザーと半ズボン、女子はブレザーとスカート)
周囲には教育施設等も多く、北側至近には増上寺と芝公園が、西側隣接地には戸板女子短期大学が、西側には慶應義塾大学と東京都立三田高等学校が、南側には芝国際中学高等学校などが立地する。
交通の便が極めて良く、東側にはJR山手線と京浜東北線の田町駅、都営浅草線の三田駅が走り、西側を都営三田線の芝公園駅と日比谷通りが、北側には都営大江戸線の赤羽橋駅と首都高速都心環状線等が走っている。
また芝小学校からの指定中学校は港区立三田中学校だが近年港区御成門学園（港区立御成門中学校）に通学する人が多くなっている

## 沿革
- 1879年（明治12年） - 芝区新堀町31番地に第一大学区東京府第二中学区第三十九番公立小学芝学校として開校した。
- 1896年（明治29年） - 2階建の木造校舎が完成した。
- 1900年（明治33年） - 学校制度が改制される。
- 1908年（明治41年） - 芝尋常小学校と改称される。
- 1923年（大正12年）
  - 開校以来、児童数1,802名、学級数31と最大となる。
  - 9月1日 - 関東大震災の被害を免れる。約2万人の避難者を収容、火災で焼けた各学校の連絡事務所となる。
- 1926年（大正15年） - 児童数の増加にともない、二部授業が始まる。赤羽小学校へ300名が移動、二部授業を取止める。
- 1929年（昭和4年）- 児童数の増加にともない、竹芝小学校へ児童282名が移動した。
- 1941年（昭和16年） - 芝国民学校と改称される。
- 1944年（昭和19年） - 火災発生し校舎が全焼した。
- 1947年（昭和22年）4月 - 東京都港区立芝小学校と改称され、学校教育法による「6・3・3制」が始まる。
- 1963年（昭和38年） - 鉄筋コンクリート造3階建ての新校舎が完成した。
- 1983年（昭和58年） - 新しい校舎が完成した[1]。
- 1989年（平成元年） - 竹芝小学校を統合[2]。

## 教育方針
教育目標
「やさしい子」「よく考える子」「げんきな子」
小学校の児童数と教員数
| 年度     | 児童総数 | 1年生 | 2年生 | 3年生 | 4年生 | 5年生 | 6年生 | 教員数 | 職員数 |
| -------- | -------- | ----- | ----- | ----- | ----- | ----- | ----- | ------ | ------ |
| 平成23年 | 400人    | 60人  | 69人  | 70人  | 64人  | 71人  | 66人  | 20人   | 6人    |
| 平成24年 | 395人    | 60人  | 62人  | 68人  | 70人  | 64人  | 71人  | 20人   | 4人    |
| 平成25年 | 380人    | 61人  | 61人  | 59人  | 68人  | 71人  | 60人  | 18人   | 4人    |
| 平成26年 | 379人    | 61人  | 58人  | 61人  | 58人  | 68人  | 73人  | 18人   | 4人    |
| 平成27年 | 373人    | 65人  | 62人  | 59人  | 61人  | 58人  | 68人  | 19人   | 4人    |
| 平成28年 | 377人    | 61人  | 68人  | 66人  | 60人  | 64人  | 58人  | 20人   | 2人    |
| 平成29年 | 387人    | 64人  | 61人  | 70人  | 68人  | 61人  | 63人  | 20人   | 4人    |
| 平成30年 | 378人    | 60人  | 66人  | 58人  | 67人  | 67人  | 60人  | 20人   | 4人    |
| 令和元年 | 393人    | 71人  | 59人  | 66人  | 58人  | 72人  | 67人  | 20人   | 3人    |
| 令和2年  | 403人    | 77人  | 71人  | 60人  | 67人  | 58人  | 70人  | 20人   | 3人    |
| 令和3年  | 421人    | 86人  | 76人  | 73人  | 60人  | 66人  | 60人  | 24人   | 3人    |
| 令和4年  | 442人    | 89人  | 83人  | 74人  | 71人  | 60人  | 65人  | 24人   | 2人    |
| 令和5年  | 450人    | 81人  | 89人  | 84人  | 74人  | 65人  | 57人  | 26人   | 5人    |

## 通学区域
住所別通学区域（平成27年4月1日から適用）
| 芝一丁目、二丁目 | 芝三丁目 | 芝四丁目 | 芝浦一丁目 | 海岸二丁目 |
| ---------------- | -------- | -------- | ---------- | ---------- |
| 全域             | 4 - 6番  | 全域     | 1 - 5番    | 全域       |

進学先中学校（平成27年4月1日から適用）
| 小学校学校名   | 中学校学校名     |
| -------------- | ---------------- |
| 港区立芝小学校 | 港区立三田中学校 |

## 交通
鉄道
- JR山手線/京浜東北線 - 田町駅より徒歩5分、浜松町駅より徒歩17分。
- 都営三田線 - 三田駅A9出口より徒歩2分。都営浅草線 - 三田駅A7出口より徒歩4分。都営大江戸線 - 赤羽橋駅より徒歩15分、大門駅より徒歩15分。

車
- 日比谷通り